# 華盛頓鎮區 (堪薩斯州華盛頓縣)
華盛頓鎮區（英語：Washington Township）為美國堪薩斯州華盛頓縣轄下的鎮區。2010年美国人口普查中此鎮區人口有181人。

## 地理
華盛頓鎮區涵蓋總面積為91.1平方（35.19平方英里），其中陸地面積為90.5平方（34.96平方英里），水域面積為0.60平方（0.23平方英里）或0.65%。

## 人口統計
根據2010年美國人口普查，華盛頓鎮區人口有181人，其中男性有92人，女性有89人，人口密度為每平方公里1.99人，住房計79戶。鎮區內的白人有173人，非裔美國人有0人，美洲原住民有0人，亞裔美國人有2人，太平洋島裔美國人有0人，其他種族有0人，混血種族則有6人。此外鎮區內有0人為西班牙裔或拉丁裔美國人。此鎮區之年齡中位數為48.1歲，而男性年齡中位數為48.0歲，女性年齡中位數為48.2歲。

## 交通

### 主要公路
- 36號美國國道
- 15號堪薩斯州州道